# Le Rouge et le Blanc
Le Rouge et le Blanc est une revue trimestrielle francophone consacrée au vin.
Réputée pour son sérieux, sans publicité, elle propose des articles très fouillés, des notes de dégustation précises et une maquette élégante.